# Doosan-Enzyklopädie
Die Doosan-Enzyklopädie ist ein mehrbändiges koreanischsprachiges Nachschlagewerk, das vom südkoreanischen Verlag Doosan Dong-A herausgegeben wird.

## Druckausgabe
Das Lexikon basiert auf der Dong-A-Farb-Enzyklopädie (동아 원색 세계 대백과 사전), einer 30 Bände umfassenden Enzyklopädie, die 1982 erstmals vom Dong-A Verlag (동아 출판사) herausgegeben wurde. Der Verlag wurde 1985 von der Doosan Corporation (주식회사 두산) erworben, einer Tochtergesellschaft der Doosan-Gruppe.

## Digitale Ausgabe

### EnCyber
Eine digitale Ausgabe der Doosan-Enzyklopädie erschien erstmals im Jahre 2000 auf CD-ROM mit dem Namen EnCyber. Das Kofferwort setzt sich zusammen aus Encyclopedia und Cyber. Die Doosan-Gruppe erklärte, dass sie durch diese Marke ein Zentrum lebendigen Wissens werden möchte. EnCyber bietet die Artikel seit 2003 frei zum Lesen für die Suchmaschinennutzer des Webportals Naver an, das die Artikel direkt auf dem eigenen Portal einband. Naver hat den Spitzenplatz im südkoreanischen Suchmaschinen-Markt auch dieser Kooperation zu verdanken. Es wird davon ausgegangen, dass beim Abschluss von Navers Exklusivvertrag 2003, Lizenzgebühren in der Größenordnung von mehreren Milliarden Won festgelegt wurden.
Im April 2006 kamen auf der eigenen Website auch Community-Elemente hinzu, die es Benutzern erlauben, digitale und digitalisierte Bilder hochzuladen. Inhaltlich werden die Artikel weiterhin redaktionell erstellt und betreut. 2009 war EnCyber neben der größten Online-Enzyklopädie Südkoreas auch der größte Imagehoster.

### Doopedia
Zum 1. November 2010 wurde die digitale Ausgabe in Doopedia (Eigenschreibweise in Minuskeln) umbenannt, einem Kofferwort aus dem Firmennamen Doosan und dem englischen Wort Encyclopedia. Im November 2013 waren etwa 463.000 Artikel in der Doopedia vorhanden. In der koreanischsprachigen Wikipedia waren im November 2013 etwa 252.00 Artikel vorhanden. Stand 24. Juni 2025 sind es 753.736 in der Doopedia und 707,834 in koreanischsprachigen Wikipedia.